# Dani (futbolista)
Daniel Ruiz-Bazán Justa (Sopuerta, Vizcaya, 28 de junio de 1951), deportivamente conocido como Dani, es un exfutbolista español. Jugaba en la posición de extremo derecho y casi toda su carrera deportiva transcurrió en el Athletic Club (jugó cedido dos temporadas en el Barakaldo).
Es uno de los máximos goleadores de la historia del Athletic, con 199 tantos en total. Disputó 402 partidos en 12 temporadas. Fue un consumado especialista en goles de penalti, logrando así 34 goles en Primera División.

## Trayectoria
Comenzó jugando en las categorías inferiores del Sodupe Club de Fútbol hasta 1969, cuando pasó a formar parte de las categorías inferiores del Club Deportivo Getxo. Al año siguiente fichó por el juvenil del Club Deportivo Villosa. En 1971 dio el salto al Bilbao Athletic, en el que jugó 33 partidos en Tercera División y anotó 8 tantos. Entre 1972 y 1974 estuvo cedido en el Barakaldo C. F., en Segunda División, con el que logró 11 goles en 74 partidos.
Finalmente, en la temporada 1974-1975, pasó a formar parte de la primera plantilla del Athletic Club. Debutó el 29 de septiembre en una derrota por 3-0 ante el Valencia. En su primera campaña en el club logró anotar cinco goles en Liga y dos en Copa. Posteriormente, se consolidó como el máximo goleador entre las temporadas 1975-76 y 1982-83, esta última con título de Liga incluido. Su tope realizador en una temporada fueron 30 goles, 21 de ellos en Liga, logrados en la temporada 1979-80.
Antes del inicio de la temporada 1983-84, cayó lesionado en un amistoso del Trofeo Teresa Herrera ante el Real Madrid. Su regreso a la competición se produjo en febrero. A pesar de ello, logró dos goles trascendentales que contribuyeron a ganar la segunda liga consecutiva: el gol de la victoria ante el Real Madrid (2-1 en la jornada 30) en el minuto 87 o el que abrió el marcador ante el Valencia (1-2 en la jornada 33). En sus últimas dos temporadas su participación en el equipo siguió disminuyendo, aunque fue el máximo goleador en Liga del equipo en la temporada 1984-85 (ocho goles en catorce partidos).
El 15 de marzo de 1986, contra el Real Betis Balompié, jugó su último partido como futbolista profesional.
También fue directivo del Athletic con José María Arrate y, posteriormente, tuvo un cargo con Fernando Lamikiz. Actualmente colabora como comentarista en el programa radiofónico Tiempo de juego, de la COPE.

## Clubes
| Club                     | País   | Año       | Categoría        |
| ------------------------ | ------ | --------- | ---------------- |
| Bilbao Athletic          | España | 1971-1972 | Tercera División |
| Barakaldo C. F. (cesión) | España | 1972-1974 | Segunda División |
| Athletic Club            | España | 1974-1986 | Primera División |

## Estadísticas
- 302 partidos de Liga (marcando 147 goles)
- 68 de Copa del Rey (marcando 37 goles)
- 2 de Liga de Campeones
- 23 de Copa de la UEFA (anotando 11 goles)
- 7 de la desaparecida Copa de la Liga (marcando 4 goles).

| Predecesor: Fidel Uriarte | Máximo goleador de Europa League del Athletic 1986-2012 | Sucesor: Fernando Llorente |

## Selección de fútbol de España
Fue internacional sub-21 en una ocasión, logrando un triplete.
Jugó 25 partidos en la selección española de fútbol, con la que participó en el Mundial de Argentina de 1978 y en la Eurocopa de Italia de 1980. Marcó 10 goles en total.

### Partidos con la selección absoluta
| Fecha                    | Evento                                  | Local             | Resultado | Visitante      | Goles |
| ------------------------ | --------------------------------------- | ----------------- | --------- | -------------- | ----- |
| 21 de septiembre de 1977 | Amistoso                                | Suiza             | 1-2       | España         |       |
| 26 de octubre de 1977    | Clasificación para la Copa Mundial 1978 | España            | 2-0       | Rumanía        |       |
| 30 de noviembre de 1977  | Clasificación para la Copa Mundial 1978 | Yugoslavia        | 0-1       | España         |       |
| 25 de enero de 1978      | Amistoso                                | España            | 2-1       | Italia         |       |
| 29 de marzo de 1978      | Amistoso                                | España            | 3-0       | Noruega        |       |
| 26 de abril de 1978      | Amistoso                                | España            | 2-0       | México         |       |
| 24 de mayo de 1978       | Amistoso                                | Uruguay           | 0-0       | España         |       |
| 3 de junio de 1978       | Copa Mundial de Fútbol de 1978          | Austria           | 2-1       | España         |       |
| 14 de marzo de 1979      | Amistoso                                | Checoslovaquia    | 1-0       | España         |       |
| 2 de abril de 1979       | Clasificación para la Eurocopa 1980     | Rumania           | 2-2       | España         |       |
| 26 de junio de 1979      | Amistoso                                | España            | 1-1       | Portugal       |       |
| 10 de octubre de 1979    | Clasificación para la Eurocopa 1980     | España            | 0-1       | Yugoslavia     |       |
| 14 de noviembre de 1979  | Amistoso                                | España            | 1-3       | Dinamarca      |       |
| 9 de diciembre de 1979   | Clasificación para la Eurocopa 1980     | Chipre            | 1-3       | España         |       |
| 23 de enero de 1980      | Amistoso                                | España            | 1-0       | Holanda        |       |
| 26 de marzo de 1980      | Amistoso                                | España            | 0-2       | Inglaterra     |       |
| 16 de abril de 1980      | Amistoso                                | España            | 2-2       | Checoslovaquia |       |
| 21 de mayo de 1980       | Amistoso                                | Dinamarca         | 2-2       | España         |       |
| 12 de junio de 1980      | Eurocopa 1980                           | Italia            | 0-0       | España         |       |
| 18 de junio de 1980      | Eurocopa 1980                           | Inglaterra        | 2-1       | España         |       |
| 24 de septiembre de 1980 | Amistoso                                | Hungría           | 2-2       | España         |       |
| 15 de octubre de 1980    | Amistoso                                | Alemania Oriental | 0-0       | España         |       |
| 12 de noviembre de 1980  | Amistoso                                | España            | 1-2       | Polonia        |       |
| 25 de marzo de 1981      | Amistoso                                | Inglaterra        | 1-2       | España         |       |
| 23 de septiembre de 1981 | Amistoso                                | Austria           | 0-0       | España         |       |

## Selección de fútbol de Euskadi
Disputó tres encuentros con la selección de fútbol de Euskadi, con la que marcó cuatro goles.
| Fecha                   | Evento   | Local   | Resultado | Visitante | Goles |
| ----------------------- | -------- | ------- | --------- | --------- | ----- |
| 2 de marzo de 1978      | Amistoso | Euskadi | 0-0       | URSS      |       |
| 16 de agosto de 1979    | Amistoso | Euskadi | 4-1       | Irlanda   |       |
| 23 de diciembre de 1979 | Amistoso | Euskadi | 4-0       | Bulgaria  |       |

## Palmarés

### Nacional
| Título              | Club          | País   | Año  |
| ------------------- | ------------- | ------ | ---- |
| Liga española       | Athletic Club | España | 1983 |
| Liga española       | Athletic Club | España | 1984 |
| Copa del Rey        | Athletic Club | España | 1984 |
| Supercopa de España | Athletic Club | España | 1984 |

### Internacional
- Subcampeón de la Copa de la UEFA (1): 1976-77.

## Filmografía
- Recopilación de goles de Dani